# Guit-guit à bec court
Cyanerpes nitidus
Espèce
Statut de conservation UICN

 LC  : Préoccupation mineure
Le Guit-guit à bec court (Cyanerpes nitidus) est une espèce de Guit-guit, petit passereau de la famille des Thraupidae. Son aire de répartition s'étend sur la Colombie, Équateur, le Pérou, la Bolivie, le Brésil, le Venezuela et le Suriname.
Il est parfois appelé Sucrier à bec court. C'est une espèce monotypique (non subdivisée en sous-espèces).

## Répartition
Ce taxon se rencontre dans les pays suivants : Bolivie, Brésil, Colombie, Pérou, Suriname, Venezuela, Équateur.

## Taxonomie
Le nom valide complet (avec auteur) de ce taxon est Cyanerpes nitidus (Hartlaub, 1847).
Cyanerpes nitidus a pour synonyme :
- Coereba nitida Hartlaub, 1847